# Synagoga w Lesznie (ul. Średnia)

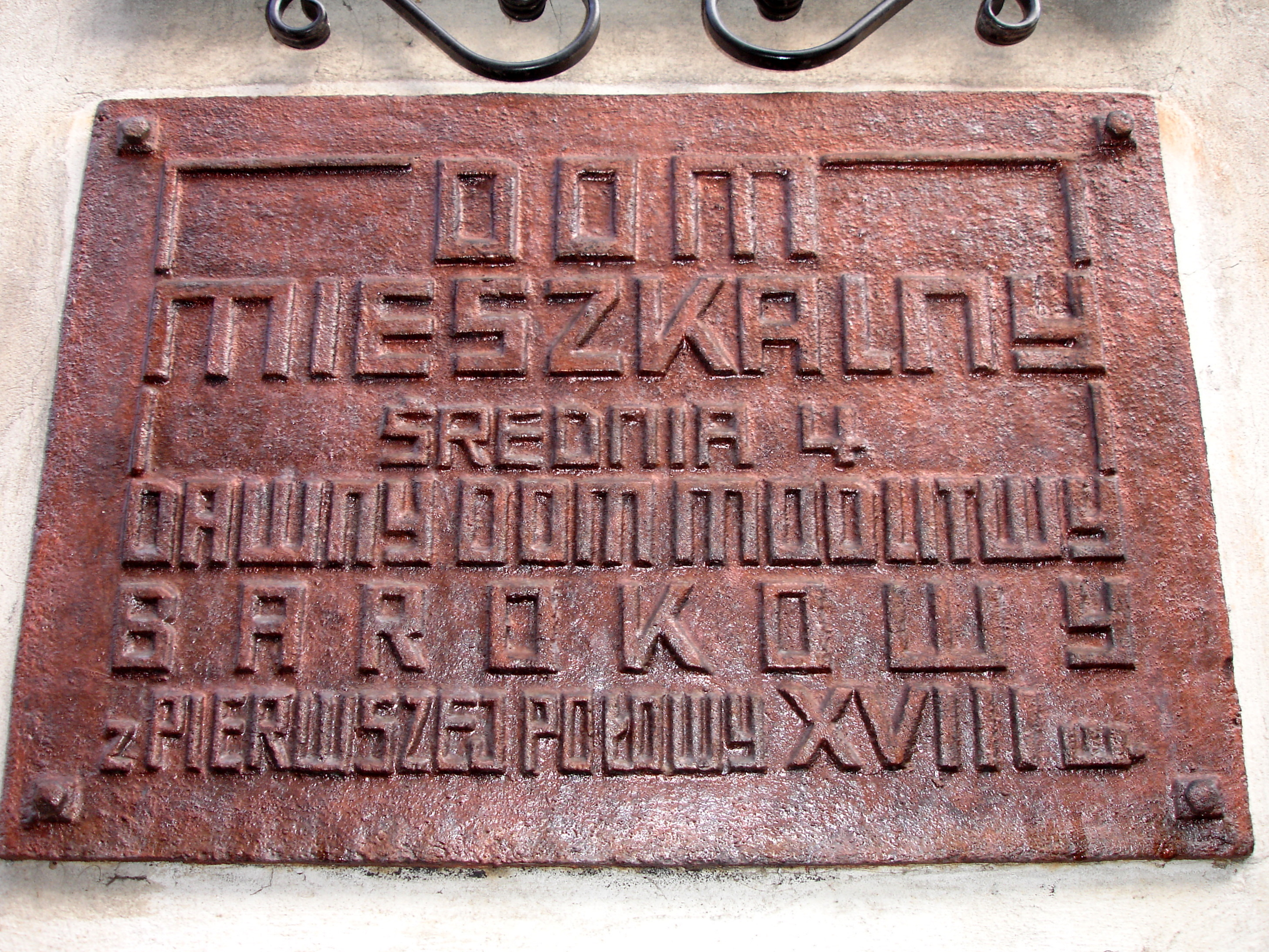
Tablica znajdująca się na synagodze (2010)

Synagoga w Lesznie – prywatny bet midrasz zbudowany w XVIII wieku przy ulicy Średniej. Usytuowany na południe od główniej synagogi, obecnie drugi po niej najstarszy zabytek leszczyńskiej dzielnicy żydowskiej. Do okresu międzywojennego służył jako dom modlitwy i miejsce studiowania ksiąg, otwarte przez całą dobę. Później zmieniono go na mieszkania. Podczas II wojny światowej synagoga została zdewastowana przez hitlerowców.